# 2005年トルコグランプリ
2005年トルコグランプリ (I Turkish Grand Prix) は、2005年F1世界選手権の第14戦として、2005年8月21日にイスタンブール・パークで開催された。

## 金曜プラクティス
| コンストラクター        | 国籍           | ドライバー                 |
| ----------------------- | -------------- | -------------------------- |
| マクラーレン-メルセデス | スペインの旗   | ペドロ・デ・ラ・ロサ       |
| レッドブル-コスワース   | イタリアの旗   | ヴィタントニオ・リウッツィ |
| トヨタ                  | ブラジルの旗   | リカルド・ゾンタ           |
| ジョーダン-トヨタ       | デンマークの旗 | ニコラス・キエーサ         |
| ミナルディ-コスワース   | イタリアの旗   | エンリコ・トッカチェロ     |

## 予選
| 順位 | No | ドライバー                 | コンストラクター        | Lap      | 差     |
| ---- | -- | -------------------------- | ----------------------- | -------- | ------ |
| 1    | 9  | キミ・ライコネン           | マクラーレン-メルセデス | 1:26.797 | -      |
| 2    | 6  | ジャンカルロ・フィジケラ   | ルノー                  | 1:27.039 | +0.242 |
| 3    | 5  | フェルナンド・アロンソ     | ルノー                  | 1:27.050 | +0.253 |
| 4    | 10 | ファン・パブロ・モントーヤ | マクラーレン-メルセデス | 1:27.352 | +0.555 |
| 5    | 16 | ヤルノ・トゥルーリ         | トヨタ                  | 1:27.501 | +0.704 |
| 6    | 8  | ニック・ハイドフェルド     | ウィリアムズ-BMW        | 1:27.929 | +1.132 |
| 7    | 7  | マーク・ウェバー           | ウィリアムズ-BMW        | 1:27.944 | +1.147 |
| 8    | 12 | フェリペ・マッサ           | ザウバー-ペトロナス     | 1:28.419 | +1.622 |
| 9    | 17 | ラルフ・シューマッハ       | トヨタ                  | 1:28.594 | +1.797 |
| 10   | 15 | クリスチャン・クリエン     | レッドブル-コスワース   | 1:28.963 | +2.166 |
| 11   | 2  | ルーベンス・バリチェロ     | フェラーリ              | 1:29.369 | +2.572 |
| 12   | 14 | デビッド・クルサード       | レッドブル-コスワース   | 1:29.764 | +2.967 |
| 13   | 3  | ジェンソン・バトン         | B・A・R-ホンダ          | 1:30.063 | +3.266 |
| 14   | 4  | 佐藤琢磨                   | B・A・R-ホンダ          | 1:30.175 | +3.378 |
| 15   | 18 | ティアゴ・モンテイロ       | ジョーダン-トヨタ       | 1:30.710 | +3.913 |
| 16   | 21 | クリスチャン・アルバース   | ミナルディ-コスワース   | 1:32.186 | +5.389 |
| 17   | 20 | ロバート・ドーンボス       | ミナルディ-コスワース   | -        |        |
| 18   | 11 | ジャック・ヴィルヌーヴ     | ザウバー-ペトロナス     | -        |        |
| 19   | 19 | ナレイン・カーティケヤン   | ジョーダン-トヨタ       | -        |        |
| 20   | 1  | ミハエル・シューマッハ     | フェラーリ              | -        |        |

- 佐藤琢磨はマーク・ウェバーをブロックしたことでグリッド降格（佐藤はチームからの無線連絡が無かったためウェバーが接近していたことに気づいていなかった。）、ターン9でスピンし予選後にエンジンを交換したミハエル・シューマッハの後ろからのスタートとなった。
- ロバート・ドーンボスはブレーキの配管ミスで出火した。
- ナレイン・カーティケヤンは2度のエンジン故障に遭遇した。

## 決勝
| 順位     | No | 国籍               | ドライバー                 | コンストラクター        | 周回 | タイム        | グリッド | ポイント |
| -------- | -- | ------------------ | -------------------------- | ----------------------- | ---- | ------------- | -------- | -------- |
| 1        | 9  | フィンランドの旗   | キミ・ライコネン           | マクラーレン-メルセデス | 58   | 1:24:34.454   | 1        | 10       |
| 2        | 5  | スペインの旗       | フェルナンド・アロンソ     | ルノー                  | 58   | +18.609       | 3        | 8        |
| 3        | 10 | コロンビアの旗     | ファン・パブロ・モントーヤ | マクラーレン-メルセデス | 58   | +19.635       | 4        | 6        |
| 4        | 6  | イタリアの旗       | ジャンカルロ・フィジケラ   | ルノー                  | 58   | +37.973       | 2        | 5        |
| 5        | 3  | イギリスの旗       | ジェンソン・バトン         | B・A・R-ホンダ          | 58   | +39.304       | 13       | 4        |
| 6        | 16 | イタリアの旗       | ヤルノ・トゥルーリ         | トヨタ                  | 58   | +55.420       | 5        | 3        |
| 7        | 14 | イギリスの旗       | デビッド・クルサード       | レッドブル-コスワース   | 58   | +1:09.292     | 12       | 2        |
| 8        | 15 | オーストリアの旗   | クリスチャン・クリエン     | レッドブル-コスワース   | 58   | +1:11.622     | 10       | 1        |
| 9        | 4  | 日本の旗           | 佐藤琢磨                   | B・A・R-ホンダ          | 58   | +1:19.987     | 20       |          |
| 10       | 2  | ブラジルの旗       | ルーベンス・バリチェロ     | フェラーリ              | 57   | +1 lap        | 11       |          |
| 11       | 11 | カナダの旗         | ジャック・ヴィルヌーヴ     | ザウバー-ペトロナス     | 57   | +1 lap        | 16       |          |
| 12       | 17 | ドイツの旗         | ラルフ・シューマッハ       | トヨタ                  | 57   | +1 laps       | 9        |          |
| 13       | 20 | オランダの旗       | ロバート・ドーンボス       | ミナルディ-コスワース   | 55   | +3 laps       | 17       |          |
| 14       | 19 | インドの旗         | ナレイン・カーティケヤン   | ジョーダン-トヨタ       | 55   | +3 laps       | 18       |          |
| 15       | 18 | ポルトガルの旗     | ティアゴ・モンテイロ       | ジョーダン-トヨタ       | 55   | +3 laps       | 14       |          |
| リタイア | 21 | オランダの旗       | クリスチャン・アルバース   | ミナルディ-コスワース   | 48   | 撤退          | 15       |          |
| リタイア | 1  | ドイツの旗         | ミハエル・シューマッハ     | フェラーリ              | 32   | 接触 ダメージ | 20       |          |
| リタイア | 8  | ドイツの旗         | ニック・ハイドフェルド     | ウィリアムズ-BMW        | 29   | タイヤ        | 6        |          |
| リタイア | 12 | ブラジルの旗       | フェリペ・マッサ           | ザウバー-ペトロナス     | 28   | エンジン      | 8        |          |
| リタイア | 7  | オーストラリアの旗 | マーク・ウェバー           | ウィリアムズ-BMW        | 20   | タイヤ        | 7        |          |

- ウィリアムズ-BMWは2台とも右リアタイヤのトラブルでリタイアした。
- ミハエル・シューマッハとマーク・ウェバーは14ラップ目に接触した。シューマッハの右リアサスペンションがダメージを受けたものの、シューマッハは修理の後、次戦イタリアでの予選ポジション獲得のためレースに復帰した。ウェバーのウィリアムズはノーズコーンを失った。
- ファン・パブロ・モントーヤは2位を走行していたものの、ティアゴ・モンテイロに追突されディフューザーを損傷した。次のラップでモントーヤはターン8に真っ直ぐ突っ込み、2位の座をフェルナンド・アロンソに明け渡した。
- フェリペ・マッサはニック・ハイドフェルドとの接触でフロントウィングと導風板を失った。修理の後レースに復帰したが、29ラップ目にエンジントラブルでリタイアした。
- 通常ファステストラップは予選タイムよりも遅いにもかかわらず、モントーヤのファステストラップはチームメイトのライコネンの予選タイムよりも2秒以上速かった。

## 注
- このレースはニック・ハイドフェルドが2006年バーレーングランプリで復帰するまで最後のレースとなった。ハイドフェルドはマウンテンバイクで事故を起こし、肩の負傷のためシーズン残りを欠場することとなった。

## 第14戦終了時点でのランキング
- 太字は理論上ワールドチャンピオンの可能性あり

| 順位 | ドライバー                 | ポイント |
| ---- | -------------------------- | -------- |
| 1    | フェルナンド・アロンソ     | 95       |
| 2    | キミ・ライコネン           | 71       |
| 3    | ミハエル・シューマッハ     | 55       |
| 4    | ファン・パブロ・モントーヤ | 40       |
| 5    | ヤルノ・トゥルーリ         | 39       |

| 順位 | コンストラクター        | ポイント |
| ---- | ----------------------- | -------- |
| 1    | ルノー                  | 130      |
| 2    | マクラーレン-メルセデス | 121      |
| 3    | フェラーリ              | 86       |
| 4    | トヨタ                  | 71       |
| 5    | ウィリアムズ-BMW        | 52       |

- 注：ドライバー、コンストラクター共にトップ5のみ表示。